# Балабанова Анжеліка Ісаківна
Анжеліка Ісааківна Балабанова (івр. אנג'ליקה באלאבנוב, італ. Angelica Balabanoff) (1869, Чернігів, Російська імперія — 25 листопада 1965, Рим, Італія) — соціал-демократка, пізніше комуністка, діячка російського та італійського робітничого руху, член керівництва Комінтерну.

## Життєпис

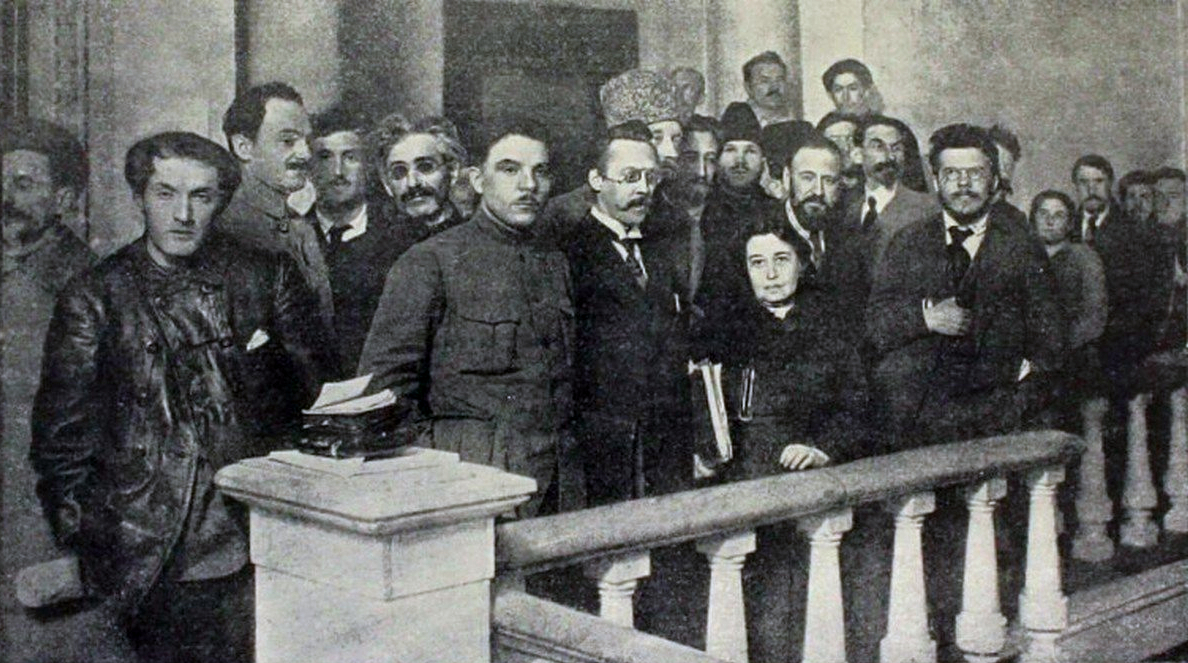
Керівні діячі КП(б)У під час українсько-більшовицької війни. Зліва направо: Олександр Хмельницький, Мойсей Рухимович, Мойсей Грановський, Володимир Юдовський, Климент Ворошилов, Володимир Мещеряков, Микола Подвойський, Анжеліка Балабанова, Християн Раковський, Микола Скрипник, Володимир Затонський.

Народилася у Чернігові, у багатій єврейській родині.
Навчаючись у Брюсселі, Балабанова починає цікавитись радикальними соціалістичними ідеями. Переїхавши до Риму, агітує робітників текстильної індустрії; згодом стає лідером Італійської Соціалістичної партії (PSI). У цей час її ім'я можна побачити поряд із прізвищами Лабріола, Серраті, Муссоліні (котрого вона навчала основ марксизму), Філіппо Тураті.
У роки Першої світової війни Анжеліка Балабанова під час так званого Руху Ціммервальд — розколу соціалістичної ідеологеми на комуністичну та соціал-демократичну — визначилась як прихильниця лівішої течії. Анжеліка багато часу проводить у Швеції, де знайомиться з багатьма шведськими комуністичними лідерами. В 1917 році вона приєдналася до більшовицької партії СРСР (див. Пломбований вагон); була секретарем Комінтерну у 1919—1920 роках, співпрацюючи з В. Леніном, Л. Троцьким, Г. Зінов'євим та іншими. Згодом розходиться з більшовиками, виїжджає до Італії, де жорстко їх критикує. В Італії стає одним із лідерів Італійських Соціалістів, т. зв. Максималістської групи. З розростанням фашистського руху знаходить притулок у Швейцарії. Після Другої світової війни повертається назад в Італію, де до самої смерті 1965 року залишається активістом соціалістичного руху, заснувавши у 1947 році Соціалістичну Робітничу партію, яка згодом стала Італійською Демократичною Соціалістичною партією (PDSI).

## Твори
- La mia vita di rivoluzionaria
- Lenin visto da vicino
- Балабанова А. Моя жизнь — борьба. Мемуары русской социалистки. 1897—1938.— М.: Центрполиграф 2007.— 336 с.— (Свидетели эпохи) ISBN 978-5-9524-3006-8.